# De Havilland DH.67
Il de Havilland DH.67 era un bimotore biplano da ricognizione fotografica sviluppato dall'azienda britannica de Havilland Aircraft Company nei tardi anni venti e rimasto allo stadio progettuale.
Il progetto venne in seguito ceduto alla Gloster Aircraft Company che lo sviluppò ulteriormente nel Gloster Survey.

## Storia del progetto
Nel 1926 la Aircraft Operating Company, che era l'azienda fornitrice ufficiale dell'Ordnance Survey, l'ente incaricato della sorveglianza aerea nei territori d'oltremare britannici, emise una specifica per la fornitura di un velivolo per sostituire gli oramai superati Airco DH.9 convertiti all'uso civile che costituivano la maggior parte della sua flotta. L'azienda si rivolse alla de Havilland la quale progettò un modello, al quale venne assegnata la designazione DH.67, caratterizzato dalla costruzione metallica e dalla velatura biplano basandosi sul bimotore da trasporto DH.66 Hercules riproponendone l'aspetto generale ma con dimensioni più contenute.
In quel periodo però Geoffrey de Havilland, proprietario dell'azienda che portava il suo nome, si ritrovava a dover onorare l'evasione delle commesse precedentemente acquisite e con la linea di produzione che era impegnata nella costruzione del DH.66 Hercules e del DH.60 Moth, per cui decise, nel novembre 1928, di cedere il nuovo progetto alla Gloster. Quest'ultima decise però di apportare delle modifiche al progetto originale adattandolo ai propri metodi di costruzione e ridesignandolo, al termine del suo sviluppo, Gloster AS.31 Survey.

## Varianti
DH.67
designazione del primo progetto.
DH.67B
designazione della revisione del progetto, nuova ala dall'apertura e superficie ridotte.
Gloster AS.31 Survey
designazione del modello dopo l'ulteriore sviluppo profondamente rivisto dalla Gloster.